# 保险职业学院
28°06′41″N 113°00′05″E / 28.111354°N 113.001251°E
保险职业学院，位于长沙市天心区中豹塘路196号，为湖南省一所高级专科大学。

## 历史
1986年，湖南省教育厅创办了中国保险管理干部学院，这是保险职业学院的前身。

## 学校院系
保险职业学院拥有4系1部3院。
- 保险系、管理系、金融系、中澳国际保险学院
- “两课”教学部
- 国际教育学院、函授学院、培训学院

## 学校文化
- 校训：诚信笃行，好学善研[1]

## 荣誉
- 湖南省省级园林式单位、长沙市花园式单位。[1]